# Fernando Ferri
Fernando Ferri (Palermo, 1916 – Bubesi quota 715, 4 febbraio 1941) è stato un militare italiano insignito della medaglia d'oro al valor militare alla memoria nel corso della seconda guerra mondiale ª.

## Biografia
Nacque a Palermo nel 1916, figlio di Pietro e Teresa Bellucci. Dopo aver compiuto gli studi medi nell'Istituto tecnico di Chieti,  nell'ottobre 1934 fu ammesso a frequantare la Regia Accademia Militare di Fanteria e Cavalleria di Modena da cui uscì nel settembre 1936 con il grado di sottotenente in servizio permanente effettivo nell'arma di fanteria. Ultimato il corso di applicazione d'arma a Parma, veniva assegnato al 14º Reggimento fanteria della 24ª Divisione fanteria "Pinerolo" dove fu promosso tenente il 1º ottobre 1938. Con l'entrata in guerra del Regno d'Italia dal 10 giugno al 19 luglio 1940 alle operazioni di guerra sulla frontiera alpina occidentale contro la Francia. Dal 9 gennaio 1941 partecipò alle operazioni belliche sul fronte greco-albanese. Cadde in combattimento il 4 febbraio 1941 a quota 715 di Bubesi, e venne insignito della medaglia d'oro al valor militare alla memoria.